# Philip Glass Ensemble
Le Philip Glass Ensemble est un ensemble musical américain créé par Philip Glass en 1968 afin de développer ses créations de musique minimaliste pour des ensembles concertants.

## Historique
La composition du Philip Glass Ensemble a varié au cours des années mais la base est structurée autour d'instruments à vent amplifiés, de pianos et synthétiseurs, et de voix (généralement une soprano soliste chantant le solfège). Les membres actuels sont Michael Riesman, Lisa Bielawa, Phillip Bush, Dan Dryden, Stephen Erb, Jon Gibson, Alexandra Montano, Richard Peck, Mick Rossi, Andrew Sterman, Peter Steward et Philip Glass lui-même.
La direction musicale est assurée par le pianiste Michael Riesman.

## Œuvres composées pour le Philip Glass Ensemble
- 600 Lines (1967)
- How Now pour ensemble (ou piano) (1968)
- Music in Fifths (1969)
- Music in Similar Motion (1969)
- Music in Contrary Motion (1969)
- Music with Changing Parts (1970, enregistré en 1973)
- Music in Twelve Parts (1971-1974)
- Another Look at Harmony, Parts I et II (1975)
- Einstein on the Beach (1976)
- North Star (1977)
- Dance (1979, avec Lucinda Childs et Sol LeWitt)
- Glassworks (1981)
- A Descent Into the Maelstrom (basé sur une courte histoire d'Edgar Allan Poe, 1986)
- Orion (2004)
- Los Paisajes del Rio (2008)

## Discographie sélective
- Einstein on the Beach (1976).
- Dance (1979)
- Glassworks (1981).